# Carl von Prittwitz
Carl Leonhard Friedrich Anton von Prittwitz (Guttentag, 2 dicembre 1797 – San Pietroburgo, 22 marzo 1881) è stato un generale russo.
Prittwitz apparteneva ad un'antica famiglia nobile della Slesia; suo padre Karl, Herr auf Sitzmannsdorf, era capitano dell'esercito prussiano, e la madre Karoline von Diebitsch era sorella del feldmaresciallo conte Hans von Diebitsch. Il 13 ottobre 1827 avrebbe sposato Louise de Grasse (1806-1897); tra i suoi sei figli ci furono i generali Hans e Nicolaus.
Dopo la sconfitta della Prussia da parte delle truppe di Napoleone il padre di Carl si trasferì agli ordini del generale Ludwig Yorck von Wartenburg nell'esercito russo; dal 1814 lo stesso Carl si arruolò come tenente nell'esercito russo e partecipò alle battaglie della Sesta coalizione agli ordini dei generali Barclay de Tolly e Wittgenstein (aveva già partecipato quindicenne come volontario alla resistenza russa nei confronti degli invasori francesi, servendo in un corpo di cosacchi). Nel 1821 venne promosso capitano; a causa della sua origine tedesca Prittwitz, contrariamente alla maggior parte dei nobili russi che sceglievano la carriera militare, non ebbe molte facilitazioni (anche a causa delle sue scarse sconoscenze a corte) e trascorse molto tempo in noviziato presso lo stato maggiore dello zio Diebitsch.
Di stanza a Varsavia nel reggimento del granduca Costantino, viceré di Polonia, partecipò alla repressione della Rivolta di Novembre e alla battaglia di Grochów e fu promosso rittmeister nel 1830.
La sua ascesa incominciò nel 1833, quando divenne colonnello ed aiutante dello zar Nicola I; successivamente fu promosso General der Infanterie à la suite e di conseguenza general maggiore e tenente generale e comandante di una divisione di cavalleria di ulani. Disprezzato dalla maggior parte dei suoi colleghi russi per la sua pedanteria e per il suo essere straniero, fu invece molto apprezzato dallo zar Nicola I e dall'ammiraglio Gottlieb Friedrich von Glasenapp che pur essendo un giovanissimo ufficiale aveva avuto una velocissima carriera ed era il consigliere privato di Nicola I. Prittwitz ebbe la direzione del ministero degli affari esteri e cercò di combinare un matrimonio tra il principe Alberto di Sassonia-Coburgo-Gotha e con la granduchessina Olga, anche grazie a suo cugino Busso XVI von Alvensleben, consigliere del duca Ernesto I di Sassonia-Coburgo-Gotha. 
Successivamente partecipò alla Guerra di Crimea; caduto in disgrazia sotto Alessandro II, si ritirò in vita privata.

## Onorificenze
- Ordine di Sant'Andrea
- Ordine di San Vladimiro
- Ordine di San Giorgio
- Ordine di Sant'Aleksandr Nevskij
- Ordine dell'Aquila Bianca
- Ordine di Sant'Anna
- Ordine dell'Aquila Nera
- Ordine di San Giovanni del Baliaggio di Brandeburgo